# Tadmor (Exoplanet)
Tadmor (Gamma Cephei A b) ist ein Exoplanet, der den Stern Gamma Cephei A mit einer Umlaufperiode von rund 900 Tagen umkreist. Die große Halbachse beträgt ca. 2 Astronomischen Einheiten und die Mindestmasse 1,6 Jupitermassen.
Bereits 1988 wurde die Entdeckung von Tadmor von einem kanadischen Team verkündet, später aber wieder zurückgezogen, da das Datenmaterial keinen sicheren Nachweis erlaubte. Die Entdeckung wurde im Jahr 2002 von William D. Cochran und Artie P. Hatzes bestätigt. In beiden Fällen war die Radialgeschwindigkeitsmethode angewendet worden.